# 雲林國立大學聯盟
雲林國立大學聯盟為國立台灣大學、國立雲林科技大學、國立虎尾科技大學三所大學於2018年12月6日簽署合作備忘錄成立之大學聯盟。

## 沿革
2017年4月21日，臺灣大學、雲林科大、虎尾科大簽署「雲林國立大學聯盟」合作意向書。2018年12月6日，三校代表在臺灣大學簽署合作備忘錄，盼攜手合作可以提升地方的學術研究風氣和競爭力。